# Ipse dixit

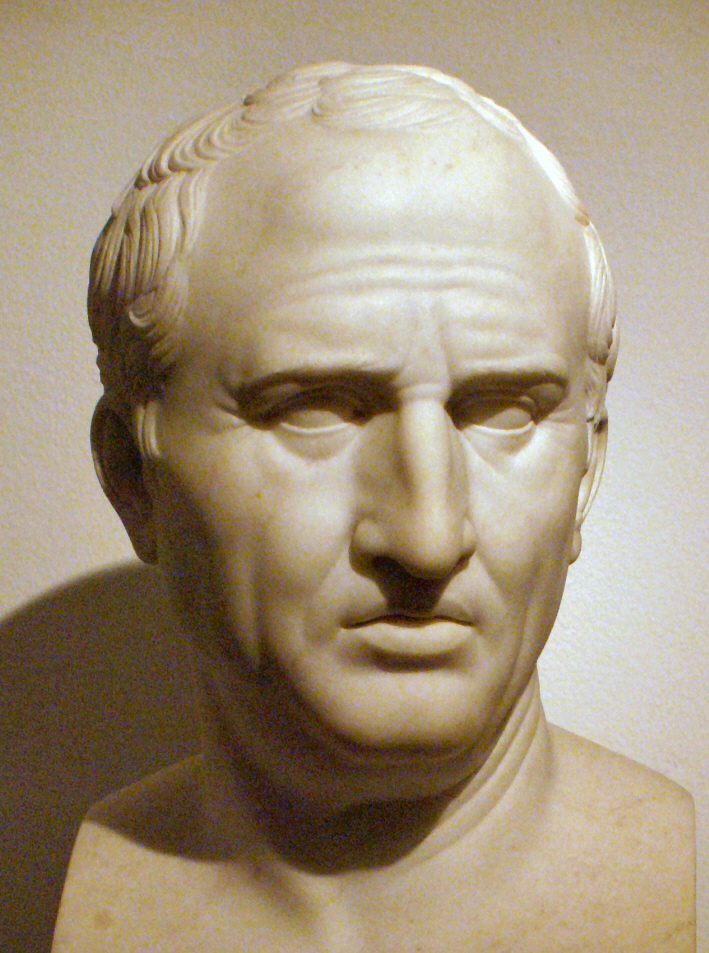
Цицерон — видный древнеримский оратор и политик, в произведении которого впервые встречается данная фраза

Ipse dixit (с лат. — «сам сказал») — латинское крылатое выражение.
Употребляется при ссылке на общепризнанный авторитет в определённой области, часто иронически.
Впервые встречается в произведении Цицерона «О природе богов» (I, 5, 10). Согласно ему, так ученики греческого философа
Пифагора объясняли основание всех своих утверждений.
В Средние века философы-схоласты, считавшие учение и авторитет Аристотеля непререкаемым, употребляли данное выражение в качестве решающего аргумента.
Выражение встречается в латинском переводе Библии Вульгате.

Да боится Господа вся земля; да трепещут пред Ним все живущие во вселенной, ибо Он сказал (лат. Ipse dixit), — и сделалось; Он повелел, — и явилось. (Пс. 32:8, 9)

В конце XVIII века Джереми Бентам использовал слово ипседикситизм (ipse-dixitism), образованное от этого выражения, применяя его ко всем не утилитарным политическим аргументам